# Rosita Runegrund
Rosita Ann-Charlotte Runegrund, född 10 april 1947 i Rönnängs församling, Göteborgs och Bohus län, är en svensk politiker (kristdemokrat). Hon var ordinarie riksdagsledamot 1998–2010, invald för Västra Götalands läns västra valkrets.
I riksdagen var hon kvittningsman 2006–2010 samt ledamot i försvarsutskottet 2006–2009 och utrikesutskottet 2009–2010. Hon var även suppleant i bland annat arbetsmarknadsutskottet, finansutskottet, OSSE-delegationen, socialutskottet och utrikesutskottet.
Hon har arbetat som personlig assistent.